# Instytut Historii Katolickiego Uniwersytetu Lubelskiego Jana Pawła II
Instytut Historii Katolickiego Uniwersytetu Lubelskiego Jana Pawła II – jednostka naukowo-dydaktyczna będąca częścią Wydziału Nauk Humanistycznych Katolickiego Uniwersytetu Lubelskiego Jana Pawła II. Instytut powstał w 1999 roku. Wcześniej od 1918 roku istniała Sekcja Historii, następnie Zakład Historii.

## Dyrektor Instytutu
- dr hab. Tomasz Nowicki[3]

## Poprzedni dyrektorzy Instytutu
- 1953–1957: Jerzy Kłoczowski[4]
- 1958–1972: Zygmunt Sułowski[4]
- 1972–1973: Stanisław Litak[4]
- 1973–1974: Eugeniusz Wiśniowski[4]
- 1974–1976: Wiesław Müller[4]
- 1977–1979: Stanisław Litak[4]
- 1979–1980: Wiesław Müller[4]
- 1980–1981: Stanisław Litak[4]
- 1982–1984: Zygmunt Sułowski[4]
- 1984–1986: Wiesław Müller[4]
- 1986–1989: Aleksandra Witkowska[4]
- 1989: Wiesław Müller[4]
- 1990–1991: Eugeniusz Wiśniowski[4]
- 1992–1994: Jan Ziółek[4]
- 1995–1999: dr hab. Janusz Drob[4]
- 1999–2000: Henryk Gapski[4]
- 2000–2005: Jan Ziółek[4]
- 2005–2008: Henryk Wąsowicz[4]
- 2008–2012: dr hab. Mirosław Filipowicz[4]
- 2012–2013: dr hab. Paweł Kras[4]
- 2013–2016: dr hab. Maciej Münnich[4]

## Struktura
Katedra Historii Starożytnej i Bizantyńskiej
- Kierownik: dr hab. Piotr Kochanek prof. KUL. Inni pracownicy: dr hab. Maciej Münnich prof. KUL, dr Katarzyna Pisarek

Katedra Historii Średniowiecznej
- Kierownik: prof. dr hab. Leszek Wojciechowski. Inni pracownicy: dr hab. Jan Ptak prof. KUL, dr hab. Piotr Plisiecki, dr hab. Andrzej Niewiński

Katedra Historii XVI-XVIII wieku
- Kierownik: dr hab. Bogumił Szady prof. KUL. Inni pracownicy: dr hab. Alicja Puszka, dr hab. Arkadiusz Stasiak

Katedra Historii XIX wieku
- Kierownik: prof. dr hab. Eugeniusz Niebelski. Inni pracownicy: dr hab. Anna Barańska prof. KUL, dr hab. Witold Matwiejczyk prof. KUL, dr hab. Ewa Ziółek, dr Marcin Baranowski

Katedra Historii Najnowszej
- Kierownik: dr hab. Mirosław Piotrowski prof. KUL. Inni pracownicy: dr hab. Jarosław Rabiński, dr Ewa Rzeczkowska

Katedra Historii i Historiografii Europy Wschodniej
- Kierownik: dr hab. Rafał Wnuk prof. KUL. Inni pracownicy: dr hab. Mirosław Filipowicz prof. KUL, dr hab. Hubert Łaszkiewicz prof. KUL, dr hab. Jacek Chachaj, dr Irena Wodzianowska

Katedra Historii Ustroju i Administracji Polski
- Kierownik: ks. dr hab. Grzegorz Bujak. Inni pracownicy: dr hab. Tomasz Nowicki, ks. dr Piotr Siwicki

Katedra Nauk Pomocniczych Historii
- Kierownik: prof. dr hab. Henryk Wąsowicz. Inni pracownicy: dr hab. Tomasz Panfil. Inni pracownicy: dr Piotr Rachwał, dr Joanna Szady

Katedra Świata Hiszpańskiego, Polityki i Relacji Międzynarodowych
- Kierownik: dr hab. Cezary Taracha prof. KUL. Inni pracownicy: dr hab. Jacek Gołębiowski prof. KUL, dr hab. Mieczysław Ryba prof. KUL

Katedra Dziejów i Kultury Europy Jagiellońskiej
- Kierownik: dr hab. Paweł Kras prof. KUL. Inni pracownicy: dr Agnieszka Januszek-Sieradzka, dr Agnieszka Nalewajek

Pracownia Dokumentacji i Opracowania Zbiorów Materialnych Instytutu Historii
- Kurator: prof. dr hab. Henryk Wąsowicz

Pracownia Wojskowo-Historyczna
- Kierownik: dr hab. Jan Ptak prof. KUL

Pracownia Turystyki Kulturowej i Edukacji Historycznej
- Kierownik: dr hab. Arkadiusz Stasiak

Pracownia Geoinformacji Historycznej
- Kierownik: dr hab. Bogumił Szady prof. KUL

Pracownia Dziejów Mniejszości Narodowych w Europie Środkowej i Wschodniej
- Kierownik: dr hab. Sabina Bober[5]

Biblioteka Zakładów Historii i Historii Kultury
- Kierownik: mgr Anna Pawłowska[6]

## Dawni wykładowcy Sekcji/Zakładu/Instytutu Historii KUL
- Władysław Bartoszewski (1922–2015)
- Ryszard Bender (1932–2016)
- Leon Białkowski (1885–1952)
- Ludomir Bieńkowski (1925–1987)
- Czesław Bloch (1927–2000)
- Urszula Borkowska (1935–2014)
- Aleksandra Chodźko-Domaniewska (1900–1955)
- Adam Chruszczewski (ur. 1932)
- Konstanty Chyliński (1881–1939)
- Maria Chyżewska-Sułowska (1943–1994)
- Elżbieta Dąbrowska-Zawadzka
- Krzysztof Dąbrowski (1931–1979)
- Czesław Deptuła (ur. 1937)
- Janusz Drob (1952–2011)
- Hanna Dylągowa (1928–2016)
- Henryk Gapski (ur. 1948)
- Janina Gawrysiak (ur. 1939)
- Krzysztof Gębura (ur. 1954)
- Wojciech Goleman (ur. 1972)
- Ewa Jabłońska-Deptuła (1931–2008)
- Janusz Kania (ur. 1946)
- Jerzy Kłoczowski (1924–2017)
- Witold Kołbuk (ur. 1950)
- Jan Konefał (ur. 1953)[7]
- Aleksander Kossowski (1886–1965)
- Jan Kowalczyk (1918–2007)
- Robert Kras
- Artur Kuźma
- Stanisław Litak (1932–2010)
- Stanisław Łoś (1890–1974)
- Jerzy Łukaszewski (ur. 1924)
- Dariusz Małyszek
- Wiesław Müller (ur. 1929)
- Andrzej Nadolski (1921–1994)
- Stefan Nosek (1909–1966)
- Stanisław Olczak (ur. 1936)
- Adam Penkalla (1944–2003)
- Zbigniew Piłat (ur. 1964)
- Wojciech Polak
- Marzena Pollakówna (1926–1971)
- Dariusz Prucnal
- Stanisław Ptaszycki (1853–1933)
- Marian Radwan (ur. 1936)
- Władysław Rostocki (1912–2004)
- Jan Skarbek (1940–2014)
- Stanisław Smolka (1854–1924)
- Adam Stanowski (1927–1990)
- Tomasz Strzembosz (1930–2004)
- Zygmunt Sułowski (1920–1995)
- Józef Szymański (1931–2011)
- Maria Trojanowska (ur. 1947)
- Lech Trzcionkowski (ur. 1965)
- Eugeniusz Wiśniowski (1929–2008)
- Aleksandra Witkowska (ur. 1930)[6]
- Andrzej Wojtkowski (1891–1975)
- Henryk Zins (1922–2002)
- Jan Ziółek (1931–2009)
- Edward Zwolski (1932–1997)
- Mieczysław Żywczyński (1901–1978)